# Gabara
Gabara är ett släkte av fjärilar. Gabara ingår i familjen nattflyn.

## Dottertaxa tillGabara, i alfabetisk ordning[1]
- Gabara abditalis
- Gabara agramma
- Gabara andaca
- Gabara apicalis
- Gabara atomosa
- Gabara barbara
- Gabara bipuncta
- Gabara bisinuata
- Gabara cremorina
- Gabara depunctata
- Gabara discofascia
- Gabara discostriata
- Gabara distema
- Gabara fosteri
- Gabara fragilalis
- Gabara fulvitincta
- Gabara fumida
- Gabara gigantea
- Gabara grisea
- Gabara guarda
- Gabara humeralis
- Gabara infumata
- Gabara insuetalis
- Gabara intermedia
- Gabara libitina
- Gabara lignea
- Gabara limaea
- Gabara lunilineata
- Gabara mediofasciata
- Gabara minorata
- Gabara mox
- Gabara nigripalpis
- Gabara nivealis
- Gabara obscura
- Gabara pallescens
- Gabara perpulverea
- Gabara pulverosalis
- Gabara punctilinea
- Gabara punctulata
- Gabara rhynchinia
- Gabara strigata
- Gabara stygialis
- Gabara subnivosella
- Gabara umbonata
- Gabara undilinea